# Caroline Mathilde van Denemarken

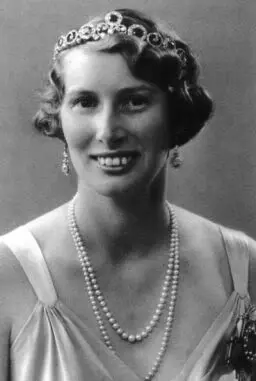
Caroline Mathilde van Denemarken

Caroline Mathilde Louise Dagmar Christiane Maud Augusta Ingeborg Thyra Adelheid (Schæffergården, Gentofte, 27 april 1912 — Slot Sorgenfri, Kongens Lyngby, 12 december 1995) was de tweede dochter van de Deense prins Harald Christiaan en zijn vrouw Helena Adelheid. Door haar familie werd ze Calma genoemd.
Caroline-Mathilde trouwde op 8 december 1933 met haar neef erfprins Knud, de jongste zoon van koning Christian X en tussen 1947 en 1953 de beoogde Deense troonopvolger.

## Kinderen
- Elisabeth van Denemarken (8 mei 1935 - 19 juni 2018), ongehuwd;
- Ingolf van Rosenborg (17 februari 1940), trouwde op 13 januari 1968 met Inge Terney (21 januari 1938 - 21 juli 1996) en daarna op 7 maart 1998 met Sussie Hjorhøy Pedersen (2 februari 1950)
- Christian van Rosenborg (22 oktober 1942 - 21 mei 2013), trouwde op 27 februari 1971 met Anne Dorte Maltoft-Nielsen (3 oktober 1947 - 2 januari 2014)